# Rire enregistré
Les rires enregistrés, parfois appelés rires en boîte (ou rires en canne au Québec), ou plus communément les rigoles, sont des enregistrements sonores de rires qui sont ajoutés à la bande son d'une production télévisuelle pour reproduire ou simuler ceux qui auraient pu être audibles si celle-ci avait été tournée devant un public particulièrement sensible à l'humour du programme, ou pour déclencher ou amplifier les rires du public dans les émissions qui ont réellement été tournées en public (comme la plupart des sitcoms américaines). Ils sont notamment utilisés dans les sitcoms (plus rarement dans les autres émissions), afin d'indiquer la présence d'un effet comique (ou de créer l'illusion de cette présence) et d'inciter le téléspectateur à rire.
Le concept de rire enregistré a été inventé dans les années 1950 par Charley Douglass, et utilisé la première fois lors de l'émission The Hank McCune Show, à partir de 1950.
Certaines émissions et séries télévisées à caractère humoristique n'utilisent cependant pas cette technique, et rencontrent néanmoins un grand succès auprès du public (Les Simpson, Malcolm, Scrubs, The Office, etc.). 
Cette technique permet aussi de faire rire le spectateur lorsqu'il n'y a rien ou pas grand-chose de drôle et rattraper ainsi de mauvaises séries : cela avait été évoqué dans le magazine Science et Vie Junior avec l'exemple d'Hélène et les Garçons, mais cette explication avait été aussi beaucoup utilisée pour Voisin, voisine.
L'ajout de rires enregistrés, à l'instar des bruitages, est une étape de la postproduction.